# 天祐 (後遼)
天祐（てんゆう）は、金代に後遼政権で耶律乞奴が使用した説のある私年号。

## 西暦との対照表
| 天祐 | 元年    |
| 西暦 | 1216年  |
| 干支 | 丙子    |
| 金   | 貞祐4年 |